# 大喜
大喜（1985年3月5日—），本名為謝宜蓁，出生於台灣高雄市，台灣女藝人，曾為Fantasy 4團員之一，藝名 Tiffany，後改名為大喜。原本是用本名謝宜蓁，演出《神機妙算劉伯溫》、《懷玉傳奇 千金媽祖》。

## 作品

### 電影
- 2007年《地下秩序》
- 2008年《幫幫我愛神》飾檳榔西施
- 2008年《霹靂探哥》
- 2010年《黑色童話》

### 電視劇
| 藝名     | 年份       | 頻道                          | 劇名      | 飾演 |
| -------- | ---------- | ----------------------------- | --------- | ---- |
| 謝 宜 臻 |            |                               |           |      |
| 2007年   | 台視       | 《神機妙算劉伯溫》女兒國      | 水瑚      |      |
| 2008年   | 台視       | 《懷玉傳奇 千金媽祖》         | 平安&依莎 |      |
| 大 喜    |            |                               |           |      |
|          | 民視       | 《娘家》                      |           |      |
| 2013年   | 民視       | 《風水世家》                  | 莎拉      |      |
| 2014年   | 三立台灣台 | 《戲說台灣人面瘤》            | 王寶芬    |      |
| 2014年   | 民視       | 《廉政英雄》第二十六單元:分身 | 薛惠萍    |      |

### 主持節目
- 東森電視台節目《布魯樂翻天》
- 亞洲旅遊台節目《鐵馬東遊記》
- 高點電視台節目《幸福向前衝》
- 世界衛星電視台節目《校園突擊隊》

### 代言
- 齊霏爾保養品 形象代言人
- 一哥提神飲料 形象代言人
- 麻吉椰奶飲料 形象代言人
- 中油VIP會員卡 形象代言人

## 外部連結
- 謝夢恬在香港影庫上的簡介